# World Rugby Sevens Series 2015-2016
Il World Rugby Sevens Series 2015-2016 è stata la diciassettesima edizione del torneo internazionale di rugby a 7. La vittoria finale è andata alle Figi per la seconda volta consecutiva. A partire da questa edizione il torneo è stato allargato a dieci eventi complessivi.

## Formato
La competizione è una serie di tornei dove le squadre partecipanti ottengono un punteggio secondo i piazzamenti nei singoli tornei al fine di determinare la classifica finale che assegnerà il vincitore.
In ogni torneo partecipano 16 squadre, alle 15 core teams, ovvero le squadre che hanno acquisito il diritto a partecipare a tutti i tornei della serie, si aggiunge una ad invito rappresentate il continente dove si svolge il torneo.
Al torneo di Hong Kong si disputa inoltre un torneo separato di qualificazione con 12 squadre, la cui vincitrice parteciperà all'edizione successiva delle World Series. 
In ogni torneo sono assegnati quattro trofei, in ordine discendente di prestigio: Cup, al vincitore dell'evento, Plate, Bowl e Shield. 
Nella prima fase le squadre sono divise in gironi da quattro formazioni, che disputano un girone all'italiana. Sono attribuiti 3 punti per la vittoria, 2 per il pareggio, uno per la sconfitta, 0 se si dà forfait. A parità di punti sono considerati:
1. Confronto diretto.
2. Differenza punti.
3. Differenza mete.
4. Punti segnati.
5. Sorteggio.

Nella seconda fase ad eliminazione diretta, le prime due di ogni girone competono per la Cup. Le perdenti dei quarti di finale passano nel tabellone per il Plate. Il Bowl è conteso fra le terze e quarte dei gironi, mentre per lo Shield giocano i perdenti dei quarti di finale del Bowl.
Punteggi
| Torneo             | Vincitore | Finalista | Terza         | Quarta        |
| Torneo             | Vincitore | Finalista | Semifinaliste | Semifinaliste |
| ------------------ | --------- | --------- | ------------- | ------------- |
| Cup 1-4 posto      | 22        | 19        | 17            | 15            |
| Plate 5-8 posto    | 13        | 12        | 10            | 10            |
| Bowl 9-12 posto    | 8         | 7         | 5             | 5             |
| Shield 12-16 posto | 3         | 2         | 1             | 1             |

Se due squadre sono a pari punti a fine stagione si usano i seguenti metodi per stabilire la classifica:
1. Differenza punti in stagione
2. Totale mete in stagione
3. Se non sono bastati i criteri sopra le squadre sono pari

La squadra ultima classificata delle core teams verrà sostituita nell'edizione 2016-17 dalla vincitrice del torneo di qualificazione di Hong Kong.

## Squadre partecipanti
Le 15 core teams per la stagione 2015-16 sono le seguenti:
| Figi          | Stati Uniti | Francia    |
| Sudafrica     | Scozia      | Galles     |
| Nuova Zelanda | Argentina   | Kenya      |
| Inghilterra   | Canada      | Portogallo |
| Australia     | Samoa       | Russia     |

## Tornei 2015-16
| Tornei 2015–16      | Tornei 2015–16                    | Tornei 2015–16      | Tornei 2015–16 |
| Torneo              | Località                          | Date                | Vincitore      |
| ------------------- | --------------------------------- | ------------------- | -------------- |
| Dubai Sevens        | The Sevens, Dubai                 | 4-5 dicembre 2015   | Figi           |
| South Africa Sevens | Cape Town Stadium, Città del Capo | 12-13 dicembre 2015 | Sudafrica      |
| Wellington Sevens   | Westpac Stadium, Wellington       | 30-31 gennaio 2016  | Nuova Zelanda  |
| Australia Sevens    | Allianz Stadium, Sydney           | 6-7 febbraio 2016   | Nuova Zelanda  |
| USA Sevens          | Sam Boyd Stadium, Las Vegas       | 4-6 marzo 2016      | Figi           |
| Canada Sevens       | BC Place, Vancouver               | 12-13 marzo 2016    | Nuova Zelanda  |
| Hong Kong Sevens    | Hong Kong Stadium, Hong Kong      | 8-10 aprile 2016    | Figi           |
| Singapore Sevens    | Stadio nazionale di Singapore     | 16-17 aprile 2016   | Kenya          |
| Paris Sevens        | Stadio Jean-Bouin, Parigi         | 13-15 maggio 2016   | Samoa          |
| London Sevens       | Twickenham, Londra                | 21-22 maggio 2016   | Scozia         |

## Classifica generale
| Pos.             | Squadra       | Dubai | S.Africa | N.Zelanda | Australia | U.S.A. | Canada | Hong Kong | Singapore | Francia | Inghilterra | TOTALE |
| ---------------- | ------------- | ----- | -------- | --------- | --------- | ------ | ------ | --------- | --------- | ------- | ----------- | ------ |
| 1                | Figi          | 22    | 13       | 17        | 17        | 22     | 15     | 22        | 19        | 19      | 15          | 181    |
| 2                | Sudafrica     | 13    | 22       | 19        | 15        | 17     | 19     | 17        | 17        | 13      | 19          | 171    |
| 3                | Nuova Zelanda | 15    | 10       | 22        | 22        | 13     | 22     | 19        | 12        | 10      | 13          | 158    |
| 4                | Australia     | 12    | 10       | 13        | 19        | 19     | 17     | 15        | 10        | 12      | 7           | 134    |
| 5                | Argentina     | 10    | 19       | 12        | 13        | 10     | 5      | 8         | 15        | 15      | 12          | 119    |
| 6                | Stati Uniti   | 17    | 12       | 10        | 10        | 15     | 12     | 12        | 7         | 5       | 17          | 117    |
| 7                | Kenya         | 5     | 15       | 10        | 12        | 10     | 1      | 10        | 22        | 10      | 3           | 98     |
| 8                | Inghilterra   | 19    | 7        | 15        | 10        | 1      | 5      | 13        | 5         | 7       | 10          | 92     |
| 9                | Samoa         | 10    | 3        | 8         | 7         | 3      | 13     | 5         | 13        | 22      | 5           | 89     |
| 10               | Scozia        | 7     | 8        | 7         | 5         | 5      | 10     | 7         | 8         | 8       | 22          | 87     |
| 11               | Francia       | 8     | 17       | 3         | 1         | 7      | 7      | 5         | 10        | 17      | 10          | 85     |
| 12               | Galles        | 5     | 5        | 1         | 3         | 8      | 10     | 10        | 2         | 2       | 8           | 54     |
| 13               | Canada        | 3     | 5        | 5         | 8         | 2      | 8      | 2         | 1         | 1       | 5           | 40     |
| 14               | Russia        | 1     | 2        | 2         | 2         | 5      | 3      | 3         | 3         | 5       | 2           | 28     |
| 15               | Portogallo    | 1     | 1        | 1         | 5         | 1      | 2      | 1         | 5         | 3       | 1           | 21     |
| Squadre invitate |               |       |          |           |           |        |        |           |           |         |             |        |
| 15               | Giappone      | 2     | -        | 5         | 1         | 12     | -      | -         | 1         | -       | -           | 21     |
| 17               | Brasile       | -     | -        | -         | -         | -      | 1      | -         | -         | 1       | 1           | 3      |
| 18               | Zimbabwe      | -     | 1        | -         | -         | -      | -      | -         | -         | -       | -           | 1      |
| 18               | Corea del Sud | -     | -        | -         | -         | -      | -      | 1         | -         | -       | -           | 1      |

## Risultati Tornei

### Dubai Sevens
| Trofeo | Finaliste                 | Semifinaliste                   |
| ------ | ------------------------- | ------------------------------- |
| Cup    | Figi 28-17 Inghilterra    | Stati Uniti 31-12 Nuova Zelanda |
| Plate  | Sudafrica 19-14 Australia | Argentina e Samoa               |
| Bowl   | Francia 24-14 Scozia      | Kenya e Galles                  |
| Shield | Canada 19-17 Giappone     | Portogallo e Russia             |

### South Africa Sevens
| Trofeo | Finaliste                 | Semifinaliste             |
| ------ | ------------------------- | ------------------------- |
| Cup    | Sudafrica 29-14 Argentina | Francia 28-26 Kenya       |
| Plate  | Figi 29-19 Stati Uniti    | Australia e Nuova Zelanda |
| Bowl   | Scozia 19-0 Inghilterra   | Canada e Galles           |
| Shield | Samoa 40-5 Russia         | Portogallo e Zimbabwe     |

### Wellington Sevens
| Trofeo | Finaliste                     | Semifinaliste          |
| ------ | ----------------------------- | ---------------------- |
| Cup    | Nuova Zelanda 24-21 Sudafrica | Figi 24-12 Inghilterra |
| Plate  | Australia 21-5 Argentina      | Kenya e Stati Uniti    |
| Bowl   | Samoa 19-7 Scozia             | Giappone e Canada      |
| Shield | Francia 14-7 Russia           | Portogallo e Galles    |

### Australia Sevens
| Trofeo | Finaliste                     | Semifinaliste             |
| ------ | ----------------------------- | ------------------------- |
| Cup    | Nuova Zelanda 27-24 Australia | Figi 26-12 Sudafrica      |
| Plate  | Argentina 24-0 Kenya          | Stati Uniti e Inghilterra |
| Bowl   | Canada 17-12 Samoa            | Scozia e Portogallo       |
| Shield | Galles 26-19 Russia           | Giappone e Francia        |

### USA Sevens
| Trofeo | Finaliste                   | Semifinaliste               |
| ------ | --------------------------- | --------------------------- |
| Cup    | Figi 21-15 Australia        | Sudafrica 21-10 Stati Uniti |
| Plate  | Nuova Zelanda 27-7 Giappone | Kenya e Argentina           |
| Bowl   | Galles 21-7 Francia         | Russia e Scozia             |
| Shield | Samoa 24-12 Canada          | Inghilterra e Portogallo    |

### Canada Sevens
| Trofeo | Finaliste                     | Semifinaliste        |
| ------ | ----------------------------- | -------------------- |
| Cup    | Nuova Zelanda 19-14 Sudafrica | Australia 19-12 Figi |
| Plate  | Samoa 31-19 Stati Uniti       | Galles e Scozia      |
| Bowl   | Canada 19-17 Francia          | Argentina e Spagna   |
| Shield | Russia 17-10 Portogallo       | Kenya e Brasile      |

### Hong Kong Sevens
| Trofeo | Finaliste                    | Semifinaliste              |
| ------ | ---------------------------- | -------------------------- |
| Cup    | Figi 21-7 Nuova Zelanda      | Sudafrica 14-12 Australia  |
| Plate  | Inghilterra 19-0 Stati Uniti | Galles e Kenya             |
| Bowl   | Argentina 26-0 Scozia        | Francia e Samoa            |
| Shield | Russia 19-14 Canada          | Corea del Sud e Portogallo |

### Singapore Sevens
| Trofeo | Finaliste                 | Semifinaliste            |
| ------ | ------------------------- | ------------------------ |
| Cup    | Kenya 30-7 Figi           | Sudafrica 28-0 Argentina |
| Plate  | Samoa 26-21 Nuova Zelanda | Australia e Francia      |
| Bowl   | Scozia 14-10 Stati Uniti  | Inghilterra e Portogallo |
| Shield | Russia 24-7 Galles        | Giappone e Canada        |

### Paris Sevens
| Trofeo | Finaliste                | Semifinaliste           |
| ------ | ------------------------ | ----------------------- |
| Cup    | Samoa 29-26 Figi         | Francia 26-10 Argentina |
| Plate  | Sudafrica 17-7 Australia | Nuova Zelanda e Kenya   |
| Bowl   | Scozia 28-10 Inghilterra | Russia e Stati Uniti    |
| Shield | Portogallo 24-19 Galles  | Canada e Brasile        |

### London Sevens
| Trofeo | Finaliste                     | Semifinaliste          |
| ------ | ----------------------------- | ---------------------- |
| Cup    | Scozia 27-26 Sudafrica        | Stati Uniti 26-19 Figi |
| Plate  | Nuova Zelanda 29-14 Argentina | Francia e Inghilterra  |
| Bowl   | Galles 24-19 Australia        | Canada e Samoa         |
| Shield | Kenya 31-7 Russia             | Brasile e Portogallo   |